# Saison 16 de Joséphine, ange gardien
 (août 2018).
Si vous disposez d'ouvrages ou d'articles de référence ou si vous connaissez des sites web de qualité traitant du thème abordé ici, merci de compléter l'article en donnant les références utiles à sa vérifiabilité et en les liant à la section « Notes et références ».
Chronologie
Saison 15 Saison 17
Cet article présente les épisodes de la seizième saison de la série télévisée Joséphine, ange gardien.

## Liste des épisodes

### Épisode 1:Belle mère, belle fille
Scénaristes :
- Guila Braoudé
- Vincent Robert

Réalisateur :
- Jean-Marc Seban

Diffusions :
- Belgique : 15 octobre 2015 sur La Une
- Suisse : 1er septembre 2015 sur RTS Un
- France : 2 novembre 2015 sur TF1
- Québec : 23 avril 2016 sur Séries+

Audiences : 
- Belgique : 305 000 téléspectateurs (18,1 % de part de marché)
- France : 4,73 millions de téléspectateurs téléspectateurs (19,3 % de part de marché)[1]

Distribution :
- Mimie Mathy : Joséphine
- Aurore Delplace : Alice Vignault
- Jean-Pierre Michaël : Antoine Legendre, architecte, père de Manon et Hugo, et compagnon d’Alice
- Eva Darlan : Jacqueline Legendre, mère d’Antoine et grand-mère de Manon
- Floriane Mazau-Sauton : Manon Legendre, 12 ans, fille aînée d’Antoine
- Milo Mazé : Hugo Legendre, fils cadet d’Antoine
- Smadi Wolfman : Kristen Halley
- Laurence Yayel : Emma
- Alexandra Ansidei : Lulu
- Mohamed Badissy : Ludo
- Marie Cartier : Isabelle
- Valérie Flan : Corinne
- Lyré Gonti : Valérie
- Aurélie Le Roc'h : Fabienne
- Mathis Nour : Quentin
- Audrey Sarrat : Juliette
- Jessy Ugolin : Claire
- David Forgit : Le médecin
- Mika Leduc : Le percussionniste
- Sophie Millon : L'institutrice
- Nadège Perrier : La journaliste

Résumé : Joséphine vient en aide à Alice, un professeur de danse-ballet amoureuse du père veuf d’une de ses élèves. Alice a du mal à se faire accepter par Manon qui ne veut pas remplacer sa mère. L’ange gardien va devoir aider la jeune femme à assumer son rôle de belle-mère et à se faire sa place auprès de sa future belle-mère.
Profession de l’épisode : Joséphine est infirmière dans une école de danse.
Commentaires de l’épisode : 
On retrouve Jean-Pierre Michaël qui avait déjà joué dans la série en 2003 le rôle d’un laveur de voitures illettré qui veut devenir chauffeur de taxi.

### Épisode 2:Papa est un chippendale
Scénaristes :
- Alice Chegaray-Breugnot
- Pascale Méméry

Réalisateur :
- Pascal Heylbroeck

Diffusions :
- Belgique : 4 octobre 2015 sur La Une
- Suisse : 22 septembre 2015 sur RTS Un
- France : 12 octobre 2015 sur TF1
- Québec : 30 avril 2016 sur Séries+

Audiences : 
- Belgique : 325 700 téléspectateurs (19,6 % de part de marché)
- France : 5,13 millions de téléspectateurs (24,6 % de part de marché)[2]

Distribution :
- Mimie Mathy : Joséphine
- Jules Dousset : Thomas Lambert
- Titouan Bouzard : Max Lambert, le fils de Thomas
- Emilie Piponnier : Sandrine, la maîtresse de Max
- Stéphanie Pasterkamp : Elsa Toussaint, la mère de Max
- Catherine Benguigui : Cathy Rousseau, l’assistante sociale
- Jean-Marc Généreux : Sacha, le directeur du Lipstick
- Mullor Abé : Sami, un collègue chippendale de Thomas
- Eliel Banjout : Mathis, camarade de classe de Max
- Claudine Barjol : Yolande, baby-sitter de Max
- Jessica Borio : Jenny Ronsard, proprio de Thomas, photographe
- Leslie Coudray : Laurence
- Romain Duquesne : Julien, un collègue chippendale de Thomas
- Stéphane Godin : Legendre, l’éditeur de BD
- Emmanuel Herault : Etienne, le compagnon d’Elsa
- Johanna Landau : Rebecca Winkel
- Jean-Marc Layer : le juge d’instruction
- Christophe Mendiela : Miguel

Résumé : Joséphine vient en aide à Tom, un jeune papa chippendale qui élève seul son fils de 8 ans, Max, qui souffre de dyslexie. Tom n'assume pas son métier et fait croire à ses proches qu'il est sapeur-pompier. L’ange gardien va devoir aider Tom qui risque de perdre la garde de son fils à trouver sa vocation et s’autoriser une vie amoureuse.
Profession de Joséphine : Joséphine est chorégraphe pour le spectacle de Chippendales au Lipstick.

### Épisode 3:Dans la tête d'Antoine
Scénaristes :
- Eric Eider
- Ivan Piettre

Réalisateur :
- Stephan Kopecky

Diffusions :
- Belgique : 22 octobre 2015 sur La Une
- Suisse : 27 octobre 2015 sur RTS Un
- France : 14 décembre 2015 sur TF1
- Québec : 7 mai 2016 sur Séries+

Audience : 
- France : 4,95 millions de téléspectateurs (19,4 % de part de marché)[3]

Distribution :
- Mimie Mathy : Joséphine
- Gil Alma : Antoine Bailly
- Vanessa Valence : Carole Bailly, la femme d’Antoine, travaille dans le salon de coiffure / artiste peintre
- Charlie Joirkin : Chloé Bailly, la fille d’Antoine et Carole
- Mermoz Melchior : Gaspard Bailly, le fils d’Antoine et Carole
- Ludivine Manca : Salomé, le crush de Gaspard
- Victor Becerra : Antoine jeune
- Tom Hudson : Rémy, le meilleur ami d’Antoine et petit copain de Carole
- Yanis Abdelli : Jérôme
- Maxime Flourac : Dylan
- Bruno Gallisa : Bastien
- José Heuzé : Enzo, le pêcheur témoin de l’accident
- Sophie Payan : Eléonore
- Diane Robert : Le docteur Thomas
- Malik Elakehal El Miliani : Le pompier
- Bernard Llopis : Le policier
- Marie-Hélène Mastras : L'infirmière
- Jean-Marc Santini : Le pêcheur

Résumé : Joséphine vient en aide à Antoine, un apnéiste dans le coma et soutenir sa famille face à cette épreuve. Pour comprendre son client et le blocage psychologique qui l’empêche de se réveiller, l’ange gardien va devoir se téléporter… dans ses pensées.
Profession de l’épisode : Joséphine est professeure de paddle dans une base nautique.
Biographie de Joséphine  : Alors qu’ils observent Chloé battre son record d’apnée, Joséphine confie à Gaspard que le dernier bateau qu’elle a pris était le Titanic.

### Épisode 4:Carpe Diem
Scénaristes :
- France Corbet
- Maïa Muller

Réalisateur :
- Emmanuel Rigaut

Diffusions :
- Belgique : 17 décembre 2015 sur La Une
- Suisse : 15 décembre 2015 sur RTS Un
- France : 4 janvier 2016 sur TF1
- Québec : 12 mai 2016 sur Séries+

Audience : 
- France : 5,28 millions de téléspectateurs (20,9 % de part de marché)[4]

Distribution :
- Mimie Mathy : Joséphine
- Alexandre Brasseur : François Spontini
- Sara Mortensen : Amélie Spontini, la femme de François / femme d’Emmanuel et mère de Léo, bébé
- Sacha Toledano : Ivan Spontini, le fils de François et Amélie
- Jeanne-Marie Ducarre : Clarisse, employée du salon de coiffure
- Serge Gisquière : Jérôme Paluel, patron d’Atlante/associé de François
- Flavie Péan : Eve, avocate, cliente du salon / femme de François
- Laurence Breheret : Valérie Lebon, collaboratrice d’Atlante
- Anna Gaylor : Mme Leprince, cliente du salon de coiffure
- Catherine Lefroid : Isabelle
- Aymeric Dapsence : le photographe de la soirée de lancement d’Atlante en bus
- Hubert Roulleau : le jeune cadre d’Atlante
- Jean-Louis Tilburg : le pompier
- Michaël Vander-Meiren : Gégé, le patron du bistrot

Résumé : Joséphine vient en aide à François Spontini, propriétaire en surendettement d'un salon de coiffure qui vient de brûler et au bord du suicide, malgré un fils et une femme qui l’aiment. L’ange gardien expérimente une toute nouvelle méthode et expédie son client dans une dimension parallèle dans laquelle il réalise son rêve regretté depuis toujours. François se réveille en PDG d'Atlante avec son associé Jérôme et marié à Ève.
Profession de l’épisode : Joséphine est championne de kart et coiffeuse chez Spontini Coiffeur et assistante personnelle de M. Spontini chez Atlante.com dans le monde parallèle.
Biographie de Joséphine :
Dans le monde parallèle, en visitant l’atelier de peinture d’Amélie avec son client, Joséphine déclare avoir posé pour Picasso.

### Épisode 5:Je ne vous oublierai jamais
Scénaristes :
- Emmanuel Patron
- Armelle Patron

Réalisateur :
- Stephan Kopecky

Diffusions :
- Belgique : 10 janvier 2016 sur La Une
- Suisse : 26 janvier 2016 sur  RTS Un
- France : 25 avril 2016 sur TF1

Audience : 
- France : 4,92 millions de téléspectateurs (21 % de part de marché)[5]

Distribution :
- Mimie Mathy : Joséphine
- Emma Colberti : Anne Maleval
- Fabrice Deville : Cyril, le voisin
- Alain Doutey : Gaston Maleval, le père d’Anne, ancien professeur à La Sorbonne, spécialiste du Moyen-Âge
- Franck Monsigny : Paul Maleval, le frère d’Anne, avocat
- Eythan Solomon : Mathis, le fils du voisin
- Laurent Audureau : l'écuyer
- Catherine Badet-Corniou : l'infirmière
- Xavier Berlioz : le metteur en scène
- Évelyne El Garby-Klaï : le médecin de Gaston
- Candice Lartigue : le médecin urgentiste
- Jean-Marie Lhomme : Kévin, alias le Colosse, partenaire de duel de Joséphine
- François Pâtissier : le vendeur du cheval Châtaigne, commandé par Gaston
- Sophie Perrimond : la libraire
- Cédric Zimmerlin : Thibault IV

Résumé : Joséphine vient en aide à Anne Maleval, dont le père souffre de la maladie d’Alzheimer et qui frôle le burn-out dans un dévouement inexpliqué, et Mathis, le fils du voisin, qui souffre de mutisme depuis trois mois. L’ange gardien va devoir mener l’enquête pour résoudre ces secrets de famille.
Profession de l’épisode : Joséphine est maître d’armes et cascadeuse dans un spectacle médiéval.
Commentaires de l’épisode :
Emma Colberti a déjà joué dans la série en 2001. Elle incarnait déjà une cliente de Joséphine, Sandra Ponti, la jeune fille qui dit non le jour de son mariage, dans l’épisode 4 de la saison 5 : La Comédie du bonheur.